# 수안보온천역
수안보온천역(水安保溫泉驛)은 충청북도 충주시 수안보면 안보리에 있는 중부내륙선의 철도역이다. 지명으로서의 한자 표기는 水安堡이지만, 역명의 한자 표기는 水安保이다.

## 연혁
- 2024년 9월 3일 : 역명 제정[2]
- 2024년 11월 30일 : 개통

## 역 구조

### 승강장
| ↑살미 |
| \| ２ |
| 연풍↓ |

| 1 | 중부내륙선 | KTX | 충주 · 판교 방면 |
| 2 | 중부내륙선 | KTX | 문경 방면        |

## 역 주변
- 수안보온천

## 인접한 역
| 중부내륙선     | 중부내륙선     | 중부내륙선     |
| -------------- | -------------- | -------------- |
| 살미 판교 방면 | KTX 중부내륙선 | 연풍 문경 방면 |